# Knjiga Ljanga
Knjiga Ljanga (kitajsko 梁書, pinjin Liáng Shū) je uradna zgodovinska kronika kitajske dinastije Ljang od leta 557 do 589. Je ena od Štiriindvajsetih zgodovin, uradnih zgodovin kitajskih cesarskih dinastij. Napisal jo je Jao Silian leta 636. Pri pisanju kronike se je opiral na rokopis svojega očeta Jao Čaja, čigar komentarji so citirani v več poglavjih. Knjiga Ljanga vsebuje 56 zvitkov (juan), od katerih jih 6 vključuje življenjepise cesarjev, 50 pa življenjepise običajnih državljanov.   
Knjiga Ljanga razen zgodovine dinastije Ljang vsebuje tudi opise več držav vzhodno od Kitajske. Najbolj znan je opis meniha Huj Šena iz dežele Fusang, 20.000 lijev vzhodneje. Njegov opis včasih razlagajo kot dokaz stikov Kitajske in Amerike pred Krištofom Kolumbom, vendar je bolj razumno domnevati, da je bila država Fusang del Japonske.

## Zapisi o Japonski in njenih bližnjih sosedah
Knjiga Ljanga vsebuje zgodovino dinastije Ljang in opise več držav vzhodno od Kitajske. V enem od odlomkov menih Hui Šen opisuje deželo Fusang, 20.000 li vzhodno od Kitajske.:37

### Država Va
Va je bilo starodavno japonsko kraljestvo. Čeprav je danes mogoče najti le malo zanesljivih podatkov o njej, je bila njena prestolnica Jamatai,  najverjetneje na otoku Kjušu ali v regiji Kinki. 
"Kar zadeva Va, oni zase pravijo, da so potomci Tajboja. Vsi ljudje so tetovirani. Njihovo ozemlje je približno 20.000 li [1.500 km]od našega kraljestva, približno vzhodno od Guidžija [sedanji Šaošing]. Je nemogoče daleč. Da bi prišli tja iz Dajfanga, je treba slediti obali in iti onkraj korejske države proti jugovzhodu približno 500 kilometrov, nato pa prvič prečkati morje do majhnega otoka, 75 kilometrov stran, in nato spet prečkati morje za 75 kilometrov do dežele Miro. 50 kilometrov proti jugovzhodu je država Ito. 10 kilometrov proti vzhodu je država Bumi. 20 dni plovbe z ladjo proti jugu  je država Touma. 10 dni proti jugu z ladjo ali en mesec po kopnem je država Jamatai. Tam prebiva kralj ljudstva Va."

### Država Venšen
"Dežela Venšen je 7000 li [500 km] severovzhodno od države Va. Prebivalci imajo po telesu tetovaže, ki prikazujejo divje zveri. Na čelu imajo tri tetovirana znamenja. Znamenja plemenitih ljudi so velika, ljudi nizkega stanu pa majhna. Ljudje imajo radi glasbo in niso zelo radodarni in ne dajejo ničesar tujcem. Imajo hiše, ne pa gradov. Kraj, kjer prebiva njihov kralj je okrašen z zlatom in srebrom redko videne lepote. Zgradbe so obdane z jarkom, širokim približno en čo, ki ga napolnijo z živim srebrom. Ko je dež, teče voda povrh živega srebra. Na njihovih trgih imajo veliko redkih stvari. Ljudje, ki zakrivijo majhen prekršek, so takoj kaznovani z usnjenimi biči. Tisti, ki zagrešijo kazniva dejanja, se kaznujejo s smrtjo. Kaznovanega vržejo divjim zverem in pravijo, da nedolžnih zveri ne pojedo. Zločine je mogoče odkupiti z zaporom, vendar brez hrane."

### Država Dahan
"Prebivalci Dahana  so 5000 li [400 km] vzhodno od Venšena. Nimajo vojske in niso agresivni. Njihovo vedenje je enako kot v državi Venšen, vendar se njihov jezik razlikuje [od venšenskega]."

## Vsebina

### Letopisi (本紀)
| #        | Naslov         | Prevod         | Komentar |
| -------- | -------------- | -------------- | -------- |
| Zvezek 1 | 本紀第1 武帝上 | Cesar Vu       |          |
| Zvezek 2 | 本紀第2 武帝中 | Cesar Vu       |          |
| Zvezek 3 | 本紀第3 武帝下 | Cesar Vu       |          |
| Zvezek 4 | 本紀第4 簡文帝 | Cesar Džjanven |          |
| Zvezek 5 | 本紀第5 元帝   | Cesar Juan     |          |
| Zvezek 6 | 本紀第6 敬帝   | Cesar Džing    |          |

### Biografije (列傳)
| #         | Naslov                                                                                            | Prevod | Komentar |
| --------- | ------------------------------------------------------------------------------------------------- | --- | --- |
| Zvezek 7  | 列傳第1 皇后                                                                                      | Cesarice | cesarica Džang, cesarica Či, cesarica Vang, soproga Ding, soproga Ruan, princesa Šu |
| Zvezek 8  | 列傳第2 昭明太子 哀太子 愍懷太子                                                                  | Prestolonaslednik Džaoming, prestolonaslednik Ai, prestolonaslednik Minhuai                                                                                             | |
| Zvezek 9  | 列傳第3 王茂 曹景宗 柳慶遠                                                                        | Vang Mao, Cao Džingdzong, Liu Čingjuan | |
| Zvezek 10 | 列傳第4 蕭穎達 夏侯詳 蔡道恭 楊公則 鄧元起                                                        | Šjao Jingda, Šjahov Džjang, Cai Daogong, Jang Gongdze, Deng Juanči | |
| Zvezek 11 | 列傳第5 張弘策 庾域 鄭紹叔 呂僧珍                                                                 | Džang Hongce, Ju Ju, Dženg Šaošu, Li Sengdžen | |
| Zvezek 12 | 列傳第6 柳惔 弟忱 席闡文 韋叡 族弟愛                                                              | Liu Tan, Liu Čen, Ši Čanven, Vej Rui, Vej Ai | |
| Zvezek 13 | 列傳第7 范雲 沈約                                                                                 | Fan Jun, Šen Jue | |
| Zvezek 14 | 列傳第8 江淹 任昉                                                                                 | Džjang Jan, Ren Fang | |
| Zvezek 15 | 列傳第9 謝朏 弟子覽                                                                               | Šje Fej, Šje Lan | |
| Zvezek 16 | 列傳第10 王亮 張稷 王瑩                                                                           | Vang Ljang, Dang Ji, Vang Jing | |
| Zvezek 17 | 列傳第11 王珍國 馬仙琕 張齊                                                                       | Vang Dženguo, Ma Šjanpin, Džang Či | |
| Zvezek 18 | 列傳第12 張惠紹 馮道根 康絢 昌義之                                                                | Džang Huišao, Feng Daogen, Kang Šuan, Čang Jidži | |
| Zvezek 19 | 列傳第13 宗夬 劉坦 樂藹                                                                           | Dzong Guaj, Liu Tan, Jue Aj | |
| Zvezek 20 | 列傳第14 劉季連 陳伯之                                                                            | Lju Lidžjan, Čen Bodži | |
| Zvezek 21 | 列傳第15 王瞻 王志 王峻 王暕 子訓 王泰 王份 孫鍚 僉 張充 柳惲 蔡撙 江蒨                           | Vang Džan, Vang Dži, Vang Džun, Vang Džjan, Vang Šun, Vang Taj, Vang Fen, Vang Jang, Džang Čong, Lju Jun, Caj Dzun, Džjang Čjan                                         | |
| Zvezek 22 | 列傳第16 太祖五王                                                                                 | Pet princev Tajdzuja | Bratje cesarja Vuja |
| Zvezek 23 | 列傳第17 長沙嗣王業 永陽嗣王伯游 衡陽嗣王元簡 桂陽嗣王象                                          | Je, princ Čangšaja, Bojou, princ Jongjanga, Juandžjan, princ Hengjanga, Šjang, princ Guijanga                                                                           | Nečaki cesarja Vuja |
| Zvezek 24 | 列傳第18 蕭景 弟昌 昂 昱                                                                          | Šjao Džing, Šjao Čang, Šjao Ang, Šjao Ju | |
| Zvezek 25 | 列傳第19 周捨 徐勉                                                                                | Džov Še, Šu Mian | |
| Zvezek 26 | 列傳第20 范岫 傅昭 弟映 蕭琛 陸杲                                                                 | Fan Šju, Fu Džao, Fu Jing, Šjao Čen, Lu Gao | |
| Zvezek 27 | 列傳第21 陸倕 到洽 明山賓 殷鈞 陸襄                                                               | Lu Čui, Dao Čja, Ming Šanbin, Jin Džun | |
| Zvezek 28 | 列傳第22 裴邃 兄子之高 之平 之橫 夏侯亶 弟夔 魚弘附 韋放                                          | Pei Sui, Pei Džigao, Pei Džiping, Pei Džiheng, Šjahou Dan, Šjahou Kui, Ju Hongfu, Vej Fang                                                                              | |
| Zvezek 29 | 列傳第23 高祖三王                                                                                 | Trije princi Gaodzuja | Sinovi cesarja Vuja |
| Zvezek 30 | 列傳第24 裴子野 顧協 徐摛 鮑泉                                                                    | Pj Dzije, Gu Šje, Šu Či, Bao Čuan | |
| Zvezek 31 | 列傳第25 袁昂 子君正                                                                              | Juan Ang, Juan Džundženg | |
| Zvezek 32 | 列傳第26 陳慶之 蘭欽                                                                              | Čen Čingdži, Lan Čin | |
| Zvezek 33 | 列傳第27 王僧孺 張率 劉孝綽 王筠                                                                  | Vang Sengru, Džang Šuai, Liu Šjaočuo | |
| Zvezek 34 | 列傳第28 張緬 弟纘 綰                                                                             | Džang Mian, Džang Dzuan, Džang Van | |
| Zvezek 35 | 列傳第29 蕭子恪 弟子範 子顯 子雲                                                                  | Šjao Dzike, Šjao Dzifan, Šjao Dzišjan, Šjao Dzijun | |
| Zvezek 36 | 列傳第30 孔休源 江革                                                                              | Kong Šjujuan, Džjang Ge | |
| Zvezek 37 | 列傳第31 謝舉 何敬容                                                                              | Šja Džu, He Džingrong | |
| Zvezek 38 | 列傳第32 朱异 賀琛                                                                                | Džu Ji, He Čen | |
| Zvezek 39 | 列傳第33 元法僧 元樹 元願達 王神念 楊華 羊侃 子鶤 羊鴉仁                                          | Juan Faseng, Juan Šu, Juan Juanda, Vang Šenjan, Jang Hua, Jang Kan, Jang Jun, Jang Jaren                                                                                | |
| Zvezek 40 | 列傳第34 司馬褧 到漑 劉顯 劉之遴 弟之享 許懋                                                      | Sima Džjong, Dao Gaj, Lju Šjan, Lju Džilin, Lju Džišjan | |
| Zvezek 41 | 列傳第35 王規 劉瑴 宗懍 王承 褚翔 蕭介 從父兄洽 褚球 劉孺 弟覽 遵 劉潛 弟孝勝 孝威 孝先 殷芸 蕭幾 | Vang Guj, Lju Džue, Dzong Lin, Vang Čeng, Ču Šjang, Šjao Džje, Šjao Čja, Ču Čju, Lju Ru, Lju Lan, Lju Dzun, Lju Čjan, Lju Šjaošeng, Lju Šjaovej, Lju Šjaošjan, Šjao Dži | |
| Zvezek 42 | 列傳第36 臧盾 弟厥 傅岐                                                                           | Dzang Dun, Dzang Džue, Fu Či | |
| Zvezek 43 | 列傳第37 韋粲 江子一 弟子四 子五 張嵊 沈浚 柳敬禮                                                 | Vej Can, Džjang Dziji, Džjang Dzisi, Džjang Dzivu, Džang Šeng, Šen Džun, Lju Džingli                                                                                    | |
| Zvezek 44 | 列傳第38 太宗十一王 世祖二子                                                                      | Enajst princev Tajdzonga: dva princa Šidzuja | Sinovi cesarja Džjanvena, sinovi cesarja Juana |
| Zvezek 45 | 列傳第39 王僧辯                                                                                   | Vang Sengbjan | |
| Zvezek 46 | 列傳第40 胡僧祐 徐文盛 杜崱 兄岸 弟幼安 兄子龕 陰子春                                             | Hu Sengjov, Šu Venšeng, Du Dze, Du An, Du Jouan, Du Kan, Jin Dzičun | |
| Zvezek 47 | 列傳第41 孝行                                                                                     | Sinovska dejanja | Teng Tangong, Šen Čongsu, Šun Džjang, Ju Čjanlov, Dži Fen, Džen Tjan, Han Huajming, Lju Tandžing, He Džjong, Ju Šami, Džjang Fou, Lju Dži, Ču Šju, Šje Lin |
| Zvezek 48 | 列傳第42 儒林                                                                                     | Množica učenjakov | Fu Manrong, He Tongdži, Fan Čen, Jan Džidži, He Jang, Sima Jun, Bjan Hua, Cui Lingen, Kong Čina, Lu Guang, Šen Džun, Taiši Šuming, Kong Dziču, Huang Kan |
| Zvezek 49 | 列傳第43 文學上                                                                                   | Pisatelji | Dao Hang, Čju Či, Liu Bao, Juan Džun, Ju Juling, Ju Džjanvu, Ljiu Džao, He Šun, Džong Rong, Džov Šingsi, Vu Džun |
| Zvezek 50 | 列傳第44 文學下                                                                                   | Pisatelji | Lju Džun, Lju Džao, Šje Džičing, Lju Šje, Vang Dži, He Sičen, Lju Jao, Šje Dženg, Dzang Jan, Fu Ting, Ju Džongrong, Lu Jungong, Ren Škaogong, Jan Šje |
| Zvezek 51 | 列傳第45 處士                                                                                     | Upokojeni gospodje | He Dian, He Jin, Ruan Šjaošu, Tao Hongdžing, Džuge Ču, Šen Ji, Liu Hujfei, Fan Juanjan, Liu Šu, Liu Šjao, Ju Šen, Džang Šjaošju, Ju Čengšjan |
| Zvezek 52 | 列傳第46 止足                                                                                     | Samozadostni | Gu Šjandži, Tao Džidži, Šjao Šisu |
| Zvezek 53 | 列傳第47 良吏                                                                                     | Dobri uradniki | Ju Bi, Šen Ju, Fan Šuceng, Čju Džongfu, Sun Čjan, Fu Šuan, He Juan |
| Zvezek 54 | 列傳第48 諸夷                                                                                     | Barbari | Države južno od morja: Linji; Funan; Panpan, Dandan, Gantuoli, Langkasuka, Poli, Tjandžu, Sinhala Barbari iz Vzhodnega Jija: Gogurjeo, Bajdži, Šinluo, Vo (Japonska), Venšen, Dahan, Fusang Različni barbari z zahoda in severa: Henan, Gaočang, Hua, Džouguke, Hebatan, Humidan, Baiti, Kuča, Jutian, Kepantuo, Mo, Bosi, Dančang, Dengdži, Vušing, Rouran |
| Zvezek 55 | 列傳第49 豫章王綜 武陵王紀 臨賀王正德 河東王譽                                                    | Dzong, princ Judžanga, Dži, princ Vulinga, Džengde, princ Linheja, Ju, princ Hedonga                                                                                    | |
| Zvezek 56 | 列傳第50 侯景                                                                                     | Hov Džing | |

## Vira
- Chaussende, Damien (2015). »Liang shu 梁書«.  V Dien, Albert E.; Chennault, Cynthia Louise; Knapp, Keith Nathaniel; Berkowitz, Alan J. (ur.). Early Medieval Chinese Texts: A Bibliographical Guide. Berkeley, CA: Institute of East Asian Studies University of California. str. 167–170.
- Wu, Huaiqi; Zhen, Chi (2018). An Historical Sketch of Chinese Historiography (e-book izd.). Berlin: Springer.